# SZD-9 Bocian
SZD-9 Bocian – polski dwumiejscowy szybowiec szkolno-wyczynowy, konstrukcji drewnianej. Zaprojektowany w Szybowcowym Zakładzie Doświadczalnym w Bielsku-Białej. Pierwszy w Polsce i drugi na świecie szybowiec ze skosem skrzydeł do przodu.

## Historia
Skonstruowany został w zespole inż. Mariana Wasilewskiego, konstruktorami byli inż. Roman Zatwarnicki i Justyn Sandauer. Prace projektowe podjęto w 1950 r. Nowy szybowiec miał służyć zarówno do szkolenia jako dwuster, następca poniemieckiego IS-C Żurawia, jak i być dwumiejscowym szybowcem wyczynowym.
Na jesieni 1951 r. Dział Wytrzymałościowo-Konstrukcyjny Głównego Instytutu Lotnictwa przeprowadził pod kierunkiem szefa działu W-K inż. Tadeusza Chylińskiego próbę statyczną kadłuba szybowca SZD-9 Bocian. Podczas próby mierzono naprężenia przy pomocy tensometrów oporowych, strzałkę ugięcia, kąt skręcenia. Pierwszy prototyp szybowca o znakach rejestracyjnych SP-1217 oblatano 10 marca 1952 r. (pilot Adam Zientek), a 16 czerwca 1952 r. drugi prototyp. Próby wykazały konieczność wprowadzenia wielu zmian i poprawek, przede wszystkim powiększenia steru kierunku.

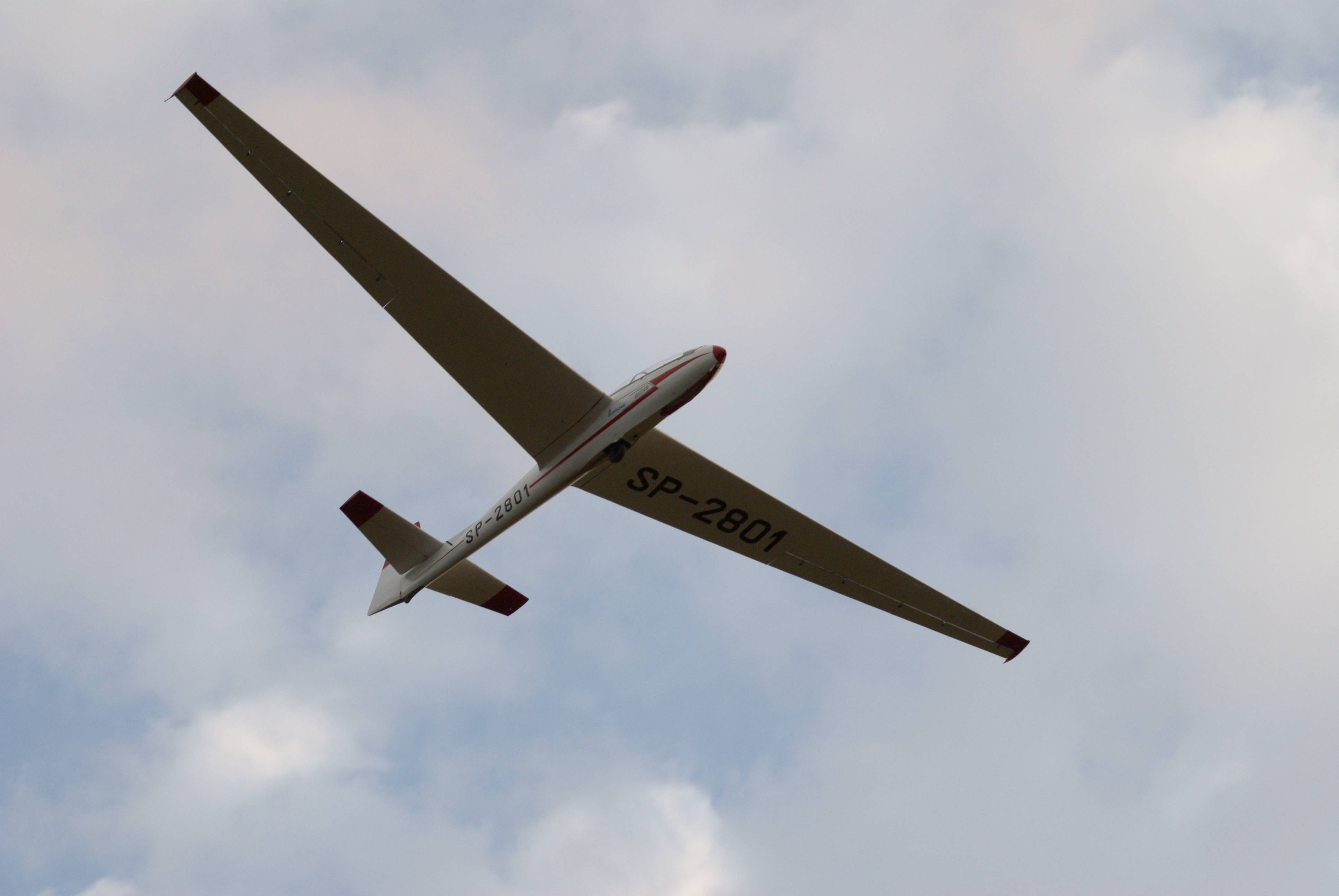
SZD-9 Bocian 1E należący do Aeroklubu Opolskiego

Poprawioną wersję oznaczono SZD-9bis Bocian-1A (potocznie „Bocian A”) i skierowano do produkcji. Wyprodukowano 10 egzemplarzy, pierwszy oblatano 13 marca 1953 r. W okresie od maja do końca lipca 1953 r. w Instytucie Lotnictwa w Dziale Badań w Locie kierowanym wówczas przez inż. Tadeusza Chylińskiego seryjny szybowiec SZD-9bis Bocian SP-1306 przeszedł homologację i państwowe próby kontrolne.
W kolejnej wersji SZD-9bis Bocian-1B dokonano dalszych zmian, m.in. powiększono statecznik poziomy. Zbudowano jej 10 egzemplarzy. Pierwszą wersją zbudowaną w większej liczbie była ulepszona SZD-9bis Bocian-1C z 1954 r., w której m.in. zmniejszono skos skrzydeł, dwudzielne usterzenie poziome zastąpiono jednodzielnym z trymerem oraz zmieniono konstrukcję tylnej płozy. Do 1958 r. zbudowano 40 sztuk, zarówno dla polskich aeroklubów, jak i na eksport.
W 1956 r. drugi prototyp Bociana został użyty w Instytucie Lotnictwa do badania silników pulsacyjnych, oblot szybowca z napędem został dokonany przez inż. Janusza Babiejczuka i inż. Sławomira Makaruka. Szybowiec startował na holu za samolotem i na wysokości 600-800 metrów pilot (z pierwszego miejsca w kabinie) uruchamiał 4 silniki pulsacyjne o ciągu 10 kG. Lądowanie odbywało się z wyłączonymi silnikami. Próby wypadły niepomyślnie, szybowiec nie był zdolny do samodzielnego startu i projekt Bocian-Puls nie był kontynuowany.
Dla celów Szybowcowych Mistrzostw Świata w 1956 r. zbudowano szybowiec Bocian-Z. Został wyposażony w nowe klapy i zbiorniki balastu wodnego, wzmocniono w nim podwozie, zmieniono tablicę przyrządów oraz dodano kroplowe zakończenie skrzydeł. Julian Nowotarski i Justyn Sandauer zajęli na nim szóste miejsce w kategorii szybowców dwumiejscowych.
W kwietniu 1958 r. oblatano kolejną nieco ulepszoną wersję SZD-9bis Bocian-1D, produkowaną następnie w stosunkowo dużej liczbie (186 egzemplarzy). Zastosowano w niej m.in. większe koła podwozia.
Przez okres produkcji podejmowano próby modernizacji i rozwinięcia szybowca pod oznaczeniami SZD 23 Bocian-2, SZD-33 Bocian 3, SZD-34 Bocian 3, które jednak nie weszły do produkcji. Bocian 1D stanowił też podstawę projektu doświadczalnego szybowca dwukadłubowego SZD-28.
Dopiero w 1967 r. na bazie prac nad wersją SZD-33 wprowadzono do produkcji ostatnią zmodyfikowaną wersję Bociana, SZD-9bis Bocian-1E, przystosowaną szczególnie do celów szkolnych. Zaokrąglone końcówki skrzydeł i usterzenia zmieniono w niej na proste i zastosowano dwuczęściową osłonę kabiny załogi, bez stałego wiatrochronu, a także podwozie z amortyzatorami.
Ogółem wyprodukowano 615 Bocianów: prototyp – 2 szt., SZD-9 bis 1A – 10 szt., SZD-9 bis 1B – 10 szt., SZD-9 bis 1C – 40 szt., SZD-9 bis 1D – 186 szt., Bocian-Z – 1 szt. (dwa pozostałe egzemplarze powstały z przebudowy seryjnych SZD-9 bis 1C) oraz SZD-9 bis 1E – 366 szt.
Następcą Bociana miał być szybowiec SZD-35 Bekas oblatany w 1970 r., który jednak nie przewyższał na tyle Bociana-1E, żeby został skierowany do produkcji.
Jeden egzemplarz szybowca, w wersji SZD-9bis Bocian 1A, ze znakami rejestracyjnymi SP-1358 jest prezentowany na ekspozycji Muzeum Lotnictwa Polskiego w Krakowie.

## Użycie

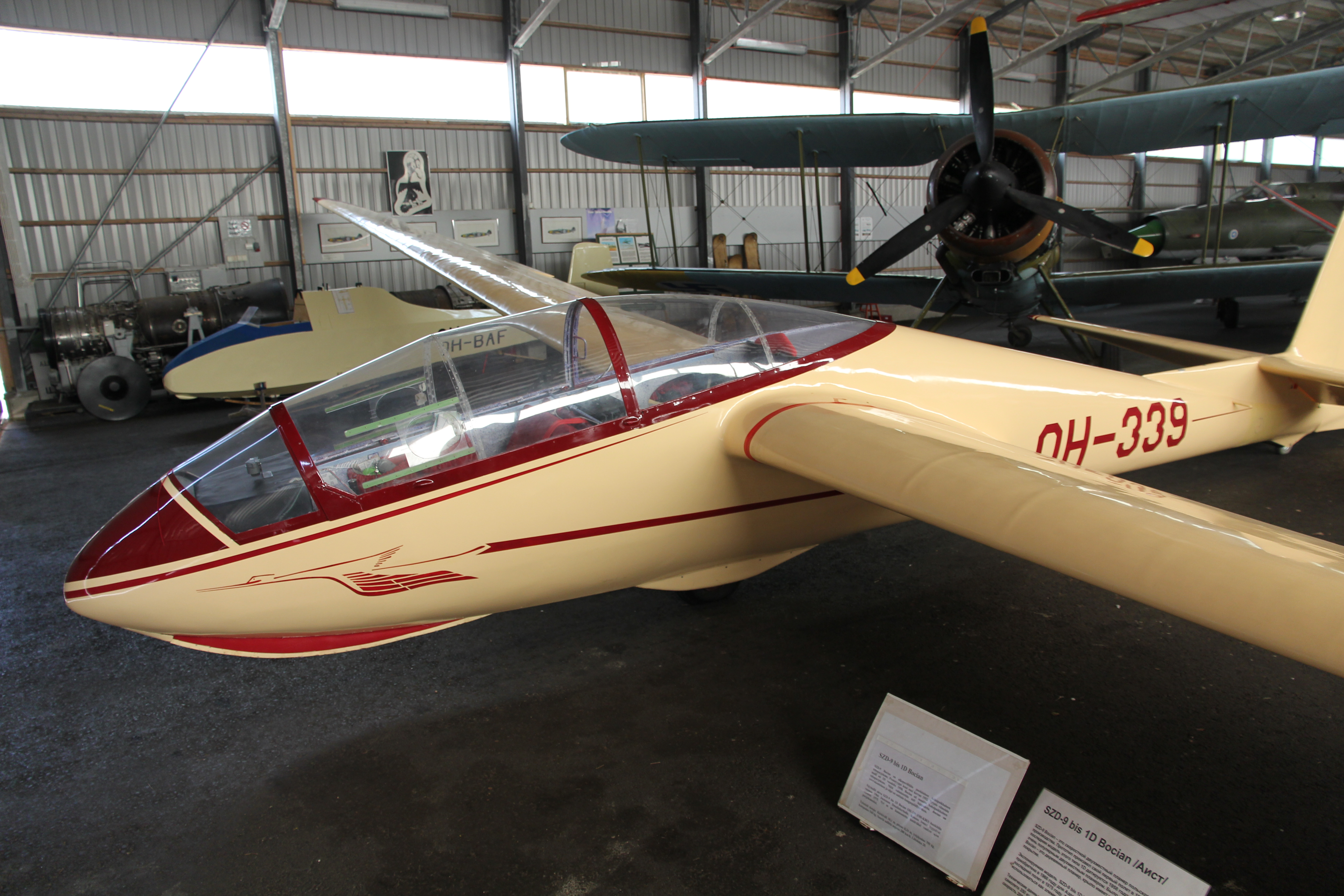
SZD-9 bis 1D w muzeum w Finlandii

Szybowce Bocian używane były powszechnie w polskich aeroklubach regionalnych, a także eksportowane do 27 krajów świata, w tym Austrii, Australii, Belgii, Chin, Francji, Grecji, Indii, Norwegii, RFN, Szwajcarii, Tunezji, Turcji, Wenezueli, Wielkiej Brytanii, ZSRR.
Pewna liczba szybowców SZD-9 została zakupiona przez Royal Air Force i była używana do szkolenia pilotów. Jeden Bocian został zakupiony z Aeroklubu Gdańskiego w 1959 roku przez Klub Szybowcowy Stowarzyszenia Lotników Polskich w Wielkiej Brytanii na lotnisku Lasham i używany do końca istnienia klubu w 1981 (numer boczny 305).
Bocian był uważany za udany szybowiec, mający w okresie, w którym był produkowany, bardzo dobre własności lotne, a przy tym dużą wytrzymałość niezbędną do szkolenia podstawowego. Część z nich używana jest do chwili obecnej. W latach 1955–1968 na Bocianach uzyskano 29 rekordów świata, w tym jeden nie pobity w kraju do dziś – 5 listopada 1966 roku pilot Stanisław Józefczak uzyskał absolutną wysokość lotu 12 560 m (przewyższenie 11 680 m).
Bocian występował również w wersji „moto” produkowanej w Nowym Dworze Mazowieckim przez firmę Yalo (SP-P045).

## Konstrukcja (wersja 1E)

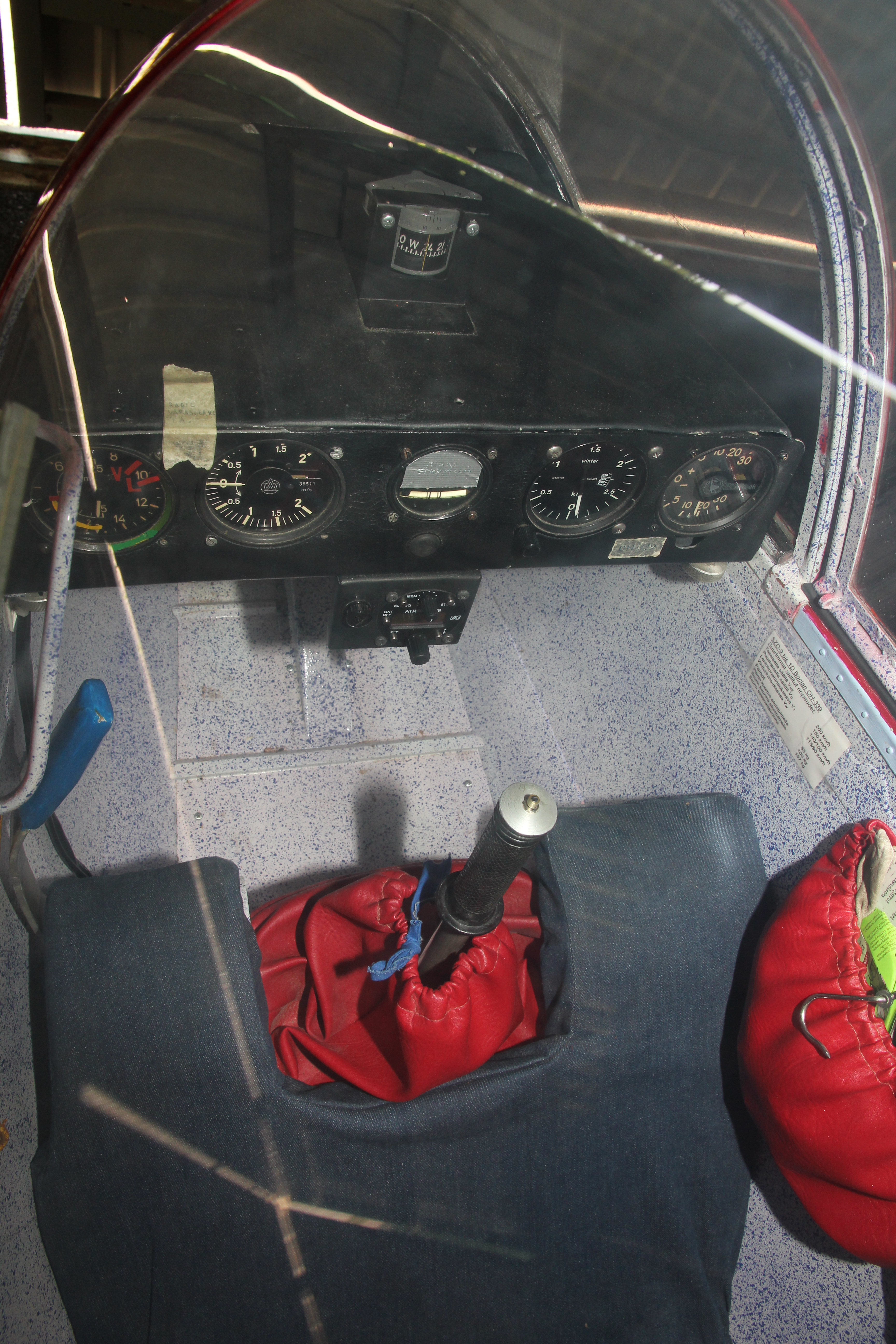
Kabina szybowca SZD-9 bis 1D

Dwumiejscowy szybowiec szkolno-treningowy o konstrukcji drewnianej.
Kadłub: przekrój eliptyczny, konstrukcji półskorupowej kryty sklejką a nierozwijalne elementy pokryć kryte laminatem poliestrowym (przejście skrzydło-kadłub, płetwa grzbietowa, przód kadłuba). Podwozie stałe, amortyzowane złożone z drewnianej płozy przedniej, koła głównego oraz tylnej płozy metalowej. Osłona kabiny dwuczęściowa, przednia otwierana na prawą stronę, tylna odsuwana do tyłu. Przednia kabina posiadała tablicę przyrządów wyposażoną w prędkościomierz, zakrętomierz, busolę, dwa wariometry i wysokościomierz. Posiada dwa zaczepy: przedni do lotów holowanych i dolny do startu za wyciągarką oraz dodatkowo hak do startu z lin gumowych.
Skrzydło: dwudzielne o obrysie trapezowym, dwudźwigarowe, z dwuobwodowym kesonem krytym sklejką, w części zadźwigarowej kryte płótnem. Wyposażone w lotki i hamulce aerodynamiczne płytowe, wysuwane na górnej i dolnej powierzchni.
Usterzenie: klasyczne, w układzie dolnokrzyżowym. Stery wysokości i kierunku kryte płótnem, stateczniki sklejką, bez wyważenia masowego.
Wyposażenie kabiny: prędkościomierz PR-250s, wysokościomierz W-12s, wariometr WRs-5 z kompensatorem KWEC-2, wariometr WRs-30, zakrętomierz EZS-3 oraz busola KI-13A. Nieliczne egzemplarze wyposażone w tablicę przyrządów w drugiej kabinie (prędkościomierz, wariometr, wysokościomierz i zakrętomierz). Szybowiec jest przystosowany do zabudowy aparatury tlenowej oraz świateł pozycyjnych do lotów nocnych. Szybowiec posiada radiostację UKF.